# Minivoetbal

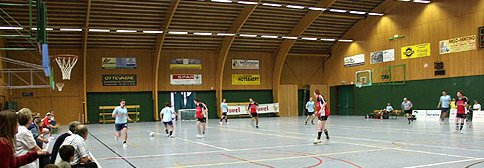
Minivoetbalwedstrijd

Minivoetbal is een voetbalvariant die gespeeld wordt in een sporthal, net zoals het zaalvoetbal. Er wordt 5 tegen 5 gespeeld tijdens 4 × 13 minuten.
Iedere wedstrijd staat onder leiding van een officiële scheidsrechter. De karakteristieke kleine doeltjes zijn 2,5 meter breed en 1 meter hoog. Vooral in Oost- en West-Vlaanderen is deze balsport heel populair.

## Spelregels
De meest opvallende spelregels:
- De spelers mogen de bal niet met de handen aanraken.
- Er is geen keeper, er wordt gespeeld met vijf spelers
- De bal wordt ingetrapt in plaats van ingeworpen.
- Elk fysiek contact is verboden.
- Een duel aangaan in de rug van een tegenstander is niet toegestaan.
- Wanneer een speler twee gele kaarten krijgt in dezelfde wedstrijd, wordt hij uitgesloten voor de rest van de wedstrijd, maar mag hij wel vervangen worden. In het minivoetbal staat tweemaal geel dus niet gelijk aan een rode kaart.
- Een hoekschop wordt niet direct genomen. Er wordt gewacht tot de ploeg drie hoekschoppen heeft verzameld, waarna ze een schepcorner mogen nemen. Tijdens een schepcorner moet een speler de bal vanop het cornerbalpunt op de doellijn, de bal omhoog scheppen naar zijn ploegmaat, die achter de strafschoplijn staat op 5 meter van het doel. De speler achter de strafschoplijn moet de bal in het lege doeltje koppen zonder daarbij de strafschoplijn te overschrijden met de voeten!

## Geschiedenis
De minivoetbalsport is ontstaan op pleintjes en werd uitgewerkt tot een spel met officiële spelregels (maw. uitgevonden) door Endré Gaal. Een Hongaarse vluchteling die in België naast minivoetbal ook tal van andere sporten uitvond. Pas in 1968 werd de eerste competitie opgericht, de eerste matchen werden gespeeld in sporthal "Bandi" te Melle en “Budapest” in Eke. Het minivoetbal kende sindsdien een exponentiële groei. Bij een steeds maar groeiende sport hoort ook een steeds groter wordende overkoepelende federatie. Het minivoetbal werd eerst gespeeld onder de wimpel van de NOMB, die later de VMF (Vlaamse Minivoetbalfederatie) werd. Anno 2002 waren er ongeveer 10.000 spelende leden.
Daarnaast zijn er ieder zomerweekend talrijke populaire minivoetbaltoernooien (vooral in de open lucht) die de sport nog populairder maken.

## Competities
Voor de senioren is er een nationale en een provinciale competitie. Daarnaast zijn er nog een 30-tal kerncompetities.
De dames kunnen zich meten in een damescompetitie en voor de jongeren zijn er diverse jeugdcategorieën voor 11-, 13-, 15-, 17- en 20-jarigen.
Naast de reguliere competitie is er de beker van België en de in 2004 in het leven geroepen VMF-cup.
Sinds 2018-2019 heeft Voetbal Vlaanderen het oudere 'VMF' onder haar vleugels genomen. Minivoetbal behoort nu dus bij Voetbal Vlaanderen.